# Świadkowie Jehowy na Wyspach Marshalla
Świadkowie Jehowy na Wyspach Marshalla – społeczność wyznaniowa na Wyspach Marshalla, należąca do ogólnoświatowej wspólnoty Świadków Jehowy, licząca w 2023 roku 138 głosicieli, należących do 4 zborów. Na dorocznej uroczystości Wieczerzy Pańskiej w 2023 roku zgromadziły się 742 osoby. Działalność miejscowych głosicieli koordynuje Biuro Oddziału na wyspie Guam.

## Historia
W roku 1962 Nyoma i Powell Mikkelsenowie – Świadkowie Jehowy ze Stanów Zjednoczonych – rozpoczęli regularną działalność kaznodziejską na Wyspach. Łodzią Integrity docierali do atoli Kwajalein, a potem Majuro. W roku 1965 przybyło dwóch misjonarzy; powstał dom misjonarski. Dwa lata później powstał zbór na Majuro i rozpoczęto głoszenie na Ebeye.
Od 1970 roku w Radiu WSZO (Złoty Głos Wysp Marshalla) rozpoczęto nadawanie cotygodniowego 15-minutowego przemówienia radiowego Jesteśmy Świadkami Jehowy!
W roku 1973 osiągnięto liczbę 100 wyznawców, a pięć lat później zanotowano ich 150, utworzono również drugi zbór.
W 1982 roku przybyło dwóch kolejnych misjonarzy Szkoły Gilead.
W 1996 roku zanotowano liczbę 224 głosicieli; utworzono trzeci zbór. W 2000 powstała grupa Świadków na atolu Jaluit, a w 2003 roku na atolu Mejatto. Wielu Świadków Jehowy wyemigrowało do Ameryki Północnej (w 2019 roku w zborach i grupach języka marszalskiego w Stanach Zjednoczonych działało 325 głosicieli) i okolicznych wysp Oceanii – obecnie liczba głosicieli oscyluje wokół 200. W roku 2011 zanotowano liczbę 203 głosicieli, a na uroczystości Wieczerzy Pańskiej zebrało się 960 osób. W roku 2013 liczba głosicieli wzrosła do 207, a w roku 2018 do 226. 19 maja 2019 roku na atolu Majuro ogłoszono wydanie Chrześcijańskich Pism Greckich w Przekładzie Nowego Świata w języku marszalskim. Z tej okazji ze specjalnego programu skorzystało 339 osób. Zebrania zborowe odbywają się w języku marszalskim i angielskim.